# Marie-Louise Sjoestedt-Jonval
Marie-Louise Sjoestedt-Jonval, née le 20 septembre 1900 à Saint-Thomas (Aisne) et morte le 26 décembre 1940, est une celtologue et linguiste française.

## Biographie

### Jeunesse et famille
Marie-Louise Sjœstedt est issue d'une famille d'origine suédoise. Elle est la fille du diplomate et journaliste suédois Erik Valentin Sjöstedt (Lund, 19 février 1866-1929) et de l'essayiste française Léonie Bernardini (née en 1868). Elle est la sœur de l'artiste peintre Yvonne Sjoestedt (née en 1894) et du journaliste Armand Bernardini (1895-1972).

### Formation
Après avoir été étudiante en licence à la Sorbonne (1919), à Paris, elle passe l'agrégée de grammaire en 1922 et elle y est reçue comme première de la promotion . Elle soutient ensuite une thèse sous la direction de Joseph Vendryes, spécialiste de la langue celte — à qui elle dédie son premier ouvrage, issu de son doctorat, L'Aspect verbal et les formations à affixe nasale en celtique (1926).

### Carrière
Elle est chargée de conférences à l'École pratique des hautes études, section des sciences historiques et philologiques (1926), auprès de Joseph Vendryes ; elle y enseigne notamment le moyen irlandais et l'irlandais contemporain. Elle voyage régulièrement en Irlande pour s'améliorer en langue et dans le domaine du folklore de ce pays.
Elle est maîtresse de conférence à la faculté de Rennes en 1929 et devient codirectrice de la Revue celtique, aux côtés de Joseph Loth[réf. nécessaire], et, en 1930, directrice d'études à l'École pratique des hautes études. Parmi ses collègues, se trouve le linguiste Émile Benveniste, avec lequel elle échange sur des questions linguistiques.
En 1936, alors qu'est créée la revue Études celtiques, publiée par Eugénie Droz, Marie-Louise Sjœstedt y est secrétaire de rédaction — elle y publiera aussi des comptes-rendus et des articles —, tandis que son confrère Joseph Vendryes en est le directeur. En 1938, elle établit une Histoire de l'Irlande pour la revue des Annales. Elle écrit notamment l'ouvrage Dieux et héros des Celtes, publié en 1940. L'historien Lucien Febvre en fera un compte-rendu dans le premier numéro de la revue des Annales, paru en 1940.

### Vie privée
Elle épouse en 1932 le linguiste Michel Jonval (1902-1935), spécialiste des langues baltes et slaves, ainsi que des mythes de Lettonie, et vit quelque temps avec lui à Riga.

### Mort
Très déprimée, elle se suicide en décembre 1940, quelques jours après son second mariage avec l'indianiste Louis Renou.

## Œuvre
Ses travaux portent sur les langues celtes mais en particulier sur l'irlandais et ses dialectes qu'elle étudie selon différents points de vue : morphologie, prononciation, mais aussi traditions folkloriques, transmission, rapports entre langues dominantes et langues dominées. Dieux et héros des celtes est son ouvrage le plus  connu. Il traite des dieux et des héros des Celtes continentaux, des débuts la mythologie celtique irlandaise et des deux catégories principales des dieux irlandais : les « déesses-mères » et les « dieux-chefs ».

## Publications
- Marie-Louise Sjoestedt, L'Aspect verbal et les formations à affixe nasale en celtique, collection Linguistique (19), Paris, éditions de la Librairie Honoré Champion, 1926, VIII-214 pages
- Marie-Louise Sjoestedt, Le siège de Druim Damhghaire - Forbais Dromma Damgaire (1), Revue celtique, 43, 1926, p. 1-123.
- Marie-Louise Sjoestedt, Le siège de Druim Damhghaire - Forbuis Dromma Damgaire (2), Revue celtique, 44, 1927, p. 157-186.
- Étrennes de linguistique offertes par quelques amis à Émile Benveniste Paris, Paul Geuthner, 1928 (Avant-propos par Antoine Meillet, articles par Pierre Chantraine, René Fohalle, Jerzy Kurylowicz, Louis Renou et Marie-Louise Sjoestedt), VIII-123 pages
- Marie-Louise Sjoestedt, L’Irlande d’aujourd’hui.- I. Gens de la terre et gens de la côte, article paru dans la Revue des deux Mondes, livraison du 15 juin 1930.
- Marie-Louise Sjoestedt, L’Irlande d’aujourd’hui.- II. Dublin, article paru dans la Revue des deux Mondes, livraison du 1er juillet 1930.
- Marie-Louise Sjoestedt, Phonétique d'un parler irlandais de Kerry, Paris, librairie Ernest Leroux, 1931.
- Marie-Louise Sjoestedt, Deux contes en dialecte de l'île Blasket, Revue celtique, 49, 1932, p. 406-436.
- Marie-Louise Sjoestedt, Légendes épiques irlandaises et monnaies gauloises : recherches sur la constitution de la légende de Cuchulainn, Études celtiques, 1, 1936, p. 1-77.
- Marie-Louise Sjoestedt-Jonval, La littérature qui se fait en Irlande, Études Celtiques, 2, 1937, p. 334-346.
- Marie-Louise Sjoestedt-Jonval,  Description d'un parler irlandais de Kerry, Paris, éditions de la Librairie Honoré Champion, bibliothèque de l'École des Hautes Études, 270, 1938, XI-222 pages
- Marie-Louise Sjoestedt-Jonval, Études sur le temps et l'aspect en vieil irlandais (1), Études celtiques, 3, 1938, p. 105-130.
- Marie-Louise Sjoestedt-Jonval,  Études sur le temps et l'aspect en vieil irlandais (2), Études celtiques, 3, 1938, p. 219-273.
- Marie-Louise Sjoestedt-Jonval,  Les Langues de culture celtique, Paris, Boivin, Conférences de l'Institut de Linguistique de l'Université de Paris, 1938, 64 pages.
- Marie-Louise Sjoestedt, Dieux et Héros des Celtes, Collection 'Mythes et religions' (7), Paris, Leroux - Presses Universitaires de France, 1940 (Mythes et religions : période mythique - divinités (Celtes continentaux - déesses-mères d'Irlande - Dieux-chefs de l'Irlande) - Hommes et Dieux et Héros, Samain-Samonios : Fête du premier novembre), XX-130 pages
- Marie-Louise Sjoestedt-Jonval, La littérature qui se fait en Galles, Études celtiques, 4, 1948, p. 67-82.
- Marie-Louise Sjoestedt-Jonval, Gods and Heroes of the Celts, London, Methuen, 1949 (traduction anglaise du titre précédent, par Myles Dillon), XXI-104 pages
- Marie-Louise Sjoestedt, Dieux et Héros des Celtes, Collection 'Essais', Terre de Brume, 1993, 107 pages, couverture illustrée en couleurs (réédition).  (ISBN 2-8436-2393-6)